# Dolly Mollinger
Dolly Mollinger, volledige naam Margot Frédérique Amélie Eugénie Mollinger (Amsterdam, 6 november 1911 – Port Orchard, 7 september 2004), was een Nederlands actrice die in de jaren 30 een sterrenstatus verwierf.

## Biografie
Dolly Mollinger was de dochter van Theodore Godefroi Mollinger en Petronella Theodora Maters. Theodore Godefroi was chemicus en later adjunct-directeur van een melkfabriek.
In 1935 kwam haar filmdebuut met een van de hoofdrollen in De Kribbebijter. Het was opmerkelijk dat ze deze rol kreeg. Mollinger werkte destijds als secretaresse bij Universal en had nog geen enkele ervaring als actrice. Ze werd boven Mary Dresselhuys en Lily Bouwmeester verkozen voor de rol, twee actrices die destijds zeer bekend waren. In 1936 trouwde zij in Engeland met Walter Schlee, maar de relatie hield geen stand.
Na enkele bijrollen speelde ze de vrouwelijke hoofdrol in De man zonder hart (1937). Mollinger vertrok hierna naar het buitenland om daar haar succes te vinden. Eerst was ze naast grootheden Charles Laughton en Elsa Lanchester te zien in de Britse film Vessel of Wrath (1938), die in Nederland als De Wildeman werd vertoond. Hierna speelde ze in twee Franse films.
Door het uitbreken van de oorlog kwam zij in Parijs zonder werk te zitten en keerde zij terug naar Nederland. In 1943 werd bekend dat Mollinger een scenario en draaiboek voor een Duitstalige filmkomedie had vervaardigd, geassisteerd door de Duitse dramaturg en regisseur Werner Bergold. De film, die was aangekocht door Prag-Film (de) , zou in februari van dat jaar worden opgenomen. De film Komm zu mir zurück kwam uit in 1944.
Mollinger verhuisde vervolgens naar de Verenigde Staten om daar carrière te maken, maar ze had geen geluk. Ze werd lerares op een school. In de Verenigde Staten hertrouwde Mollinger in 1952 met Gerhard Kimpel. In 1958 werd een 'vlinderbloemige' narcis naar de actrice vernoemd. Ze overleed in 2004, enkele maanden vóór haar 93e verjaardag.